# Transtorno do desenvolvimento da personalidade
Um transtorno do desenvolvimento da personalidade ou perturbação do desenvolvimento da personalidade é um padrão inflexível e abrangente de experiências e comportamentos internos em crianças e adolescentes, que se desviam marcadamente das expectativas da cultura do indivíduo.
O transtorno do desenvolvimento da personalidade não é reconhecido como um transtorno mental em nenhum dos manuais médicos, como o CID-10 ou o DSM-IV nem a sua versão mais recente (DSM-5). O DSM-IV permite o diagnóstico de transtornos de personalidade em crianças e adolescentes apenas como uma exceção. Esse diagnóstico é proposto atualmente por alguns autores na Alemanha. O termo transtorno do desenvolvimento da personalidade é usado para enfatizar as mudanças no desenvolvimento da personalidade que ainda podem ocorrer e o resultado durante o seu desenvolvimento. O transtorno de desenvolvimento da personalidade é considerado um fator de risco na infância ou estágio inicial de um transtorno de personalidade posterior na idade adulta. 
Os adultos geralmente apresentam padrões de personalidade por um longo período de tempo. Crianças e adolescentes, entretanto, ainda apresentam mudanças marcantes no desenvolvimento da personalidade. Algumas dessas crianças e adolescentes têm dificuldade em desenvolver a sua personalidade de maneira normal. O DSM-IV afirma, por exemplo, que crianças e adolescentes correm maior risco de desenvolver um transtorno de personalidade antissocial se apresentarem sinais de transtorno de conduta e transtorno de déficit de atenção e hiperatividade antes dos 10 anos de idade. Isso levou Adam & Breithaupt-Peters (2010) à ideia de que essas crianças e adolescentes precisam ser observados com maior atenção. A terapia de que essas crianças e adolescentes precisam pode ser mais intensa e talvez até diferente da dada para os transtornos tradicionalmente. O conceito de transtornos do desenvolvimento da personalidade também se concentra na gravidade do transtorno e no mau prognóstico. Um diagnóstico precoce pode ajudar a obter o tratamento certo num estágio inicial e, portanto, pode ajudar a prevenir um resultado de transtorno de personalidade na idade adulta.

## Descrição
Semelhante ao diagnóstico na idade adulta de um transtorno de personalidade, essas crianças exibem padrões duradouros de experiências interiores e comportamentos que se desviam acentuadamente das expectativas da cultura do indivíduo. Esses padrões são inflexíveis e difundidos numa ampla gama de situações pessoais e sociais, levam a sofrimento clinicamente significativo ou prejuízo nas áreas sociais, ocupacionais ou outras áreas importantes de funcionamento e são estáveis e de longa duração (mais de um ano).
O termo transtorno do desenvolvimento da personalidade (Persönlichkeitsentwicklungsstörung) foi usado pela primeira vez em alemão por Spiel & Spiel (1987). Adam & Breithaupt-Peters (2010) adaptaram o termo para um conceito mais moderno e sugeriram a seguinte definição.

## Causas
Similarmente aos transtornos de personalidade na fase adulta, existem várias causas e interações causais para os transtornos de desenvolvimento da personalidade. Na prática clínica, é importante ver o transtorno de forma múltipla e de uma perspectiva individual. As causas biológicas e neurológicas precisam ser observadas tanto quanto os fatores psicossociais. Olhar para o transtorno de apenas uma perspectiva (por exemplo, o indivíduo teve uma infância traumática) geralmente resulta na ignoração de outros fatores importantes ou interações causais. Essa pode ser uma das principais razões pelas quais os métodos tradicionais de tratamento geralmente falham nesses distúrbios. Apenas uma visão multi-perspectiva pode fornecer uma abordagem de tratamento multidimensional que parece ser a chave "curar" esses transtornos.

## Diagnóstico
O diagnóstico do transtorno do desenvolvimento da personalidade só deve ser dado com cuidado e após um longo período de avaliação. Também é necessária uma avaliação diagnóstica completa. Os pais devem ser questionados separadamente e em conjunto com a criança ou adolescente para a avaliação da gravidade e duração dos problemas. Além disso, testes de personalidade padronizados podem ser úteis. Também é útil perguntar à família quais abordagens de tratamento já tentaram até agora sem sucesso.

### Definition
De acordo com Adam und Breithaupt-Peters, os transtornos do desenvolvimento da personalidade são definidos como transtornos complexos
- que mostram semelhança com um certo tipo de transtorno de personalidade na idade adulta
- que persistem por um longo período de tempo (mais de um ano) e mostram uma tendência a serem crónicas
- que têm um impacto negativo grave em mais de uma área importante do funcionamento ou da vida social da criança/adolescente
- que mostram resistência aos métodos tradicionais de tratamento educacional e terapêutico
- que resultam numa percepção reduzida ou na ignoração do próprio comportamento problemático. A família geralmente sofre mais do que a criança ou adolescente e tem dificuldade em lidar com a introspecção diminuída.
- que tornam as interações positivas entre as crianças/adolescentes e outras pessoas simplesmente impossíveis. Em vez disso, as colisões sociais fazem parte da vida cotidiana.
- que ameaçam a integração social do jovem na vida social e podem resultar em deficiência emocional.

## Tratamento
Os transtornos do desenvolvimento da personalidade geralmente precisam de uma abordagem de tratamento complexa e multidimensional (Adam & Breithaupt-Peters, 2010). Como os problemas são complexos, o tratamento precisa afetar as condições em todas as áreas funcionais e sociais prejudicadas. Os métodos educacionais e terapêuticos são úteis e as abordagens baseadas em problemas e força trabalham lado a lado. Os pais precisam ser incluídos, bem como o ambiente escolar. Os métodos de tratamento devem ser flexíveis e ajustáveis à situação individual. Mesmo os elementos do trabalho social podem ser úteis no apoio às famílias e, em alguns casos, pode ser necessária medicação. Quando comportamentos suicidas ou automutilantes são proeminentes, o melhor é fazer o tratamento num hospital.
Para alguns transtornos do desenvolvimento da personalidade (por exemplo, o transtorno de personalidade limítrofe), os métodos de tratamento usados em adultos podem ser adaptados (por exemplo, a terapia comportamental dialética, Miller et a., 2006).